# فرناندو هيريرا أفيلا
فرناندو هيريرا أفيلا (بالإسبانية: Fernando Herrera Ávila)‏ هو سياسي مكسيكي، ولد في 6 أغسطس 1968 في تاباسكو في المكسيك. حزبياً، نشط في حزب العمل الوطني. وقد انتخب عضو مجلس الشيوخ من المكسيك وانتخب عضو مجلس النواب المكسيك.